# Peter Hessel
Peter Hessel, auch Petrus Hesselius (* 15. Dezember 1639 in Hamburg; † 26. oder 27. Dezember 1677 ebenda) war ein deutscher Pastor und Schriftsteller.

## Leben
Peter Hessel kam in Hamburg zur Welt, wo sein reicher Vater als Käsehöker arbeitete. Eine Schulausbildung erhielt er an der Gelehrtenschule des Johanneums und am Akademischen Gymnasium. Von 1662 bis 1664 studierte er Theologie an der Universität Gießen. Anschließend kehrte er in seine Geburtsstadt zurück, wo er 1671 das Amt des Predigers am Pesthof übernahm. Fünf Berufungen in Gemeinden außerhalb Hamburgs lehnte er ab.

## Werke
Peter Hessel schrieb mit dem Hamburger Palmbaum eine Chronik über die Hansestadt. Das Werk wurde nie verlegt und gilt heute als verschollen. Außerdem verfasste er eine umfangreiche Beschreibung der Elbe. "Hertzfliessende Betrachtungen Von dem Elbe-Strom". Das Buch gibt einen Einblick in das Alltags- und Wirtschaftsleben an der Elbe im 17. Jahrhundert: Schifffahrt, Fischerei einschließlich Walfang und -verarbeitung, Handel und Gewerbe, Schiffs- und Naturkatastrophen, insbesondere Sturmfluten. Hessel verwendete eine barocke Sprache und hielt sich in der Form an bekannte Beschreibungen der Erde. Das Werk kann als frühe Form der später etablierten Topografie angesehen werden. In der Sprachgeschichte gehört es zu den ersten Werken, die als eigenständige deutsche Literatur bezeichnet werden können.
Ausführliche Informationen zum Leben Hessels und der Elbebeschreibung gibt Dr. Gerhard Ahrens im Nachwort der Faksimile-Ausgabe von 1982. In der Broschüre zur Ausstellung "Alles im Fluss" im Altonaer Museum 2006 wird das Buch als "außergewöhnliches Zeugnis des Barockzeitalters" einschließlich Inhaltswiedergabe und Interpretation vorgestellt. Von den 28 Kupferstichen des Buches sind 7 abgedruckt.